# 張九歌
張九歌（1528年—？），字仲宜，號東河，山東兗州府曹州人，軍籍，明朝政治人物。

## 生平
嘉靖三十四年（1555年）乙卯科山東鄉試第四十一名舉人。嘉靖四十一年（1562年）中式壬戌科會試第二百六十六名，二甲第七十一名進士。初授户部主事，历任陕西巩昌府、雲南楚雄府、湖广郧阳府知府，万历十年（1582年）四月升陕西陇右道副使，晉阶中宪大夫，致仕归乡。

## 家族
曾祖張友賢；祖父張文舉；父張天敘，典膳。母杜氏；繼母楚氏、喬氏。慈侍下。兄张九德（贡士）。弟张九贡。子张瑶，萬曆己丑进士，知蠡县，以廉能稱。曾孙张鍔，領崇祯庚午乡荐。